# Мусахель-Базар
Мусахель-Базар (англ. Musakhel Bazar) — небольшой город на юге Пакистана, в провинции Белуджистан. Административный центр округа Мусахель.

## География
Город находится в северной части Белуджистана, в гористой местности, в долине реки Лоелахар. Абсолютная высота — 1 341 метр над уровнем моря.
Мусахель-Базар расположен на расстоянии приблизительно 278 километров к востоку-северо-востоку (ENE) от Кветты, административного центра провинции и на расстоянии 430 километров к юго-западу от Исламабада, столицы страны. Ближайший гражданский аэропорт расположен в городке Мир-Баз.

## История
В период с 1826 по 1887 год область Мусахель, населённая преимущественно пуштунами, входила в состав Афганистана. В 1887 году весь окружающий город район был объявлен частью Британской Индии.